# Портрет Адели Блох-Бауэр I
«Портрет Адели Блох-Бауэр I» (1907) — картина австрийского художника Густава Климта, самый известный из его портретов. Известна также как «Золотая Адель». Картина считается одним из самых значительных произведений австрийского югендстиля и Густава Климта, который в этом портрете на пике своего «золотого периода» с неслыханной радикальностью осуществил прорыв в модерн. Популярность портрету также обеспечила громкая история его реституции в 2006 году из венской государственной галереи Бельведер наследнице Блох-Бауэров Марии Альтман и последующей его продажи в США за рекордные 135 млн долларов США.
На портрете, выполненном по заказу мужа, австрийского сахарозаводчика Фердинанда Блох-Бауэра, изображена 26-летняя представительница венской еврейской буржуазии Адель, с которой художника связывали близкие дружеские отношения. Адель Блох-Бауэр была единственной венской дамой, для которой Климт написал два портрета.

## Описание
Лицо и руки, реалистично написанные в холодных тонах, являются визуальной доминантой в восприятии картины, выделяясь на фоне остальных элементов, исполненных орнаментом из глаз Гора. Композиция полотна делится на две вертикальные части: справа изображена Адель Блох-Бауэр, левая часть почти пуста и содержит лишь намек на интерьер. Нижнюю треть полотна заполняет подол её платья. Густав Климт отказался от изображения перспективной глубины на картине, отдав предпочтение плоскостности. Орнаментальное золото фона вытесняет эскизно обозначенное пространство на задний план. Стены, кресло и платье модели оказываются просто двухмерными фигурами, расположенными рядом.
Обнаруживаемая при детальном рассмотрении изящная женская фигурка сидит в кресле. Свободного пространства над и под ней нет, она занимает всю вертикаль картины. Изображение головы кажется обрезанным вверху. Чёрные, убранные наверх волосы и непропорционально большой красный рот контрастируют с чрезвычайно бледной, почти бело-голубой карнацией. Женщина держит сцепленные в динамическом изгибе руки перед грудью и смотрит прямо на зрителя, чем достигается усиление визуального воздействия.
Поверх обтягивающего фигуру платья наброшена шаль. Она струится, расширяясь от рук к нижнему краю картины. Здесь также преобладают золотые тона. Декольте платья украшает тонкая кайма из прямоугольников и широкая полоса с двойным рядом треугольников. Затем использован узор из беспорядочно расположенных стилизованных глазков, вписанных в треугольники (см. символику «Всевидящего ока»). Накидка с орнаментом из спиралей, фигур-листьев и едва обозначенных складок кажется чуть светлее платья. Кресло, также золотое, выделяется на общем фоне только благодаря рисунку из спиралей — на нём полностью отсутствуют какие-либо тени, полутона или контуры. Небольшой ярко-зелёный фрагмент пола вносит цветовой акцент в общую гамму и помогает придать фигуре устойчивость.

## История создания полотна
При подготовке портрета начиная с 1903 года Климт выполнил более 100 набросков для картины, которую закончил в 1907 году. Представленные здесь четыре наброска были нарисованы чёрным мелом.

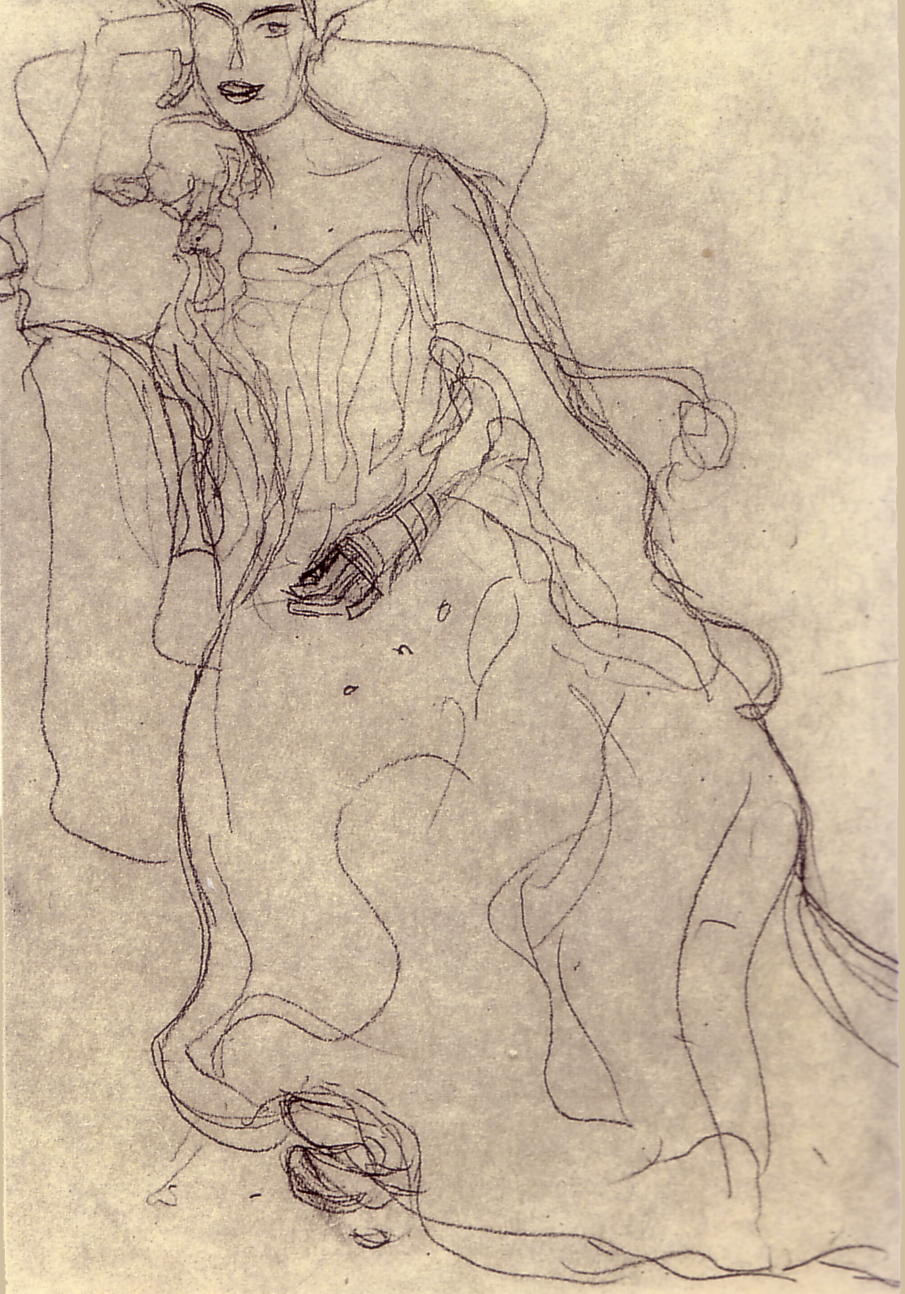
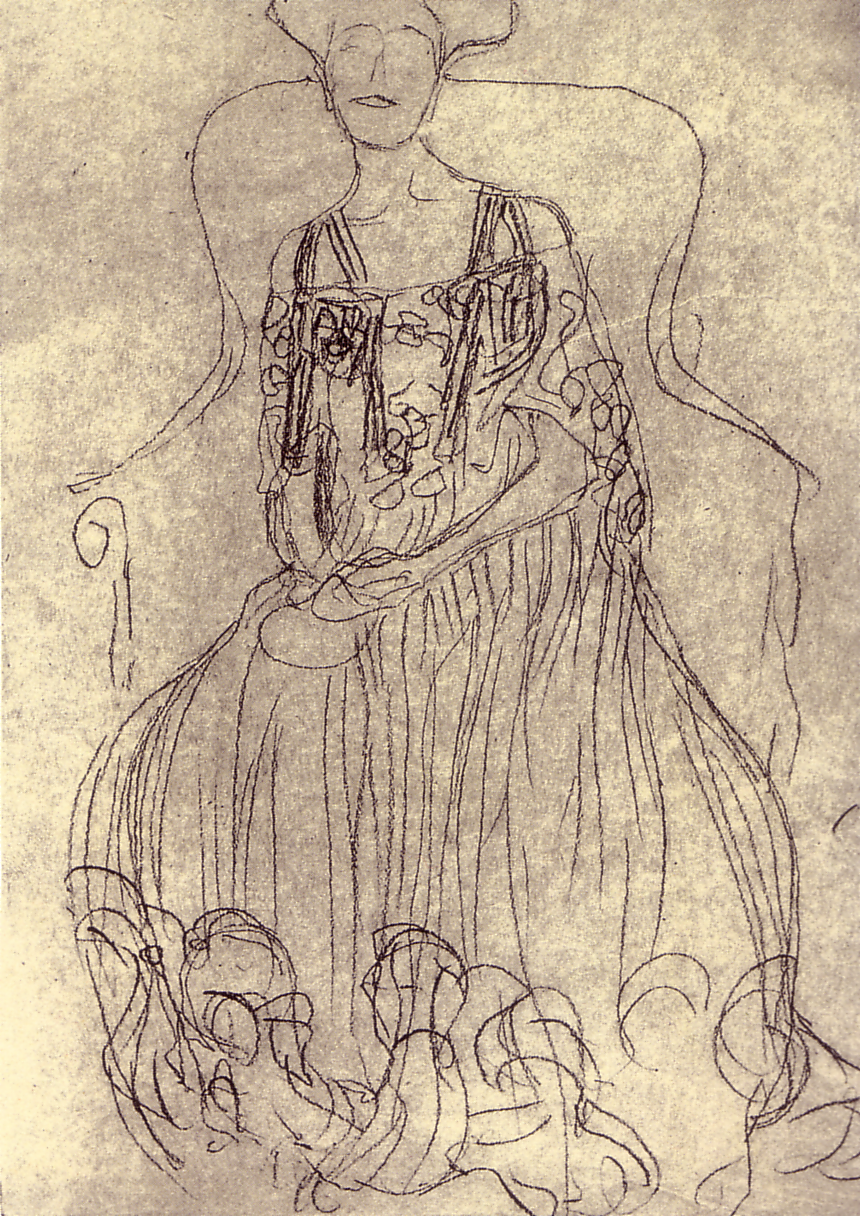
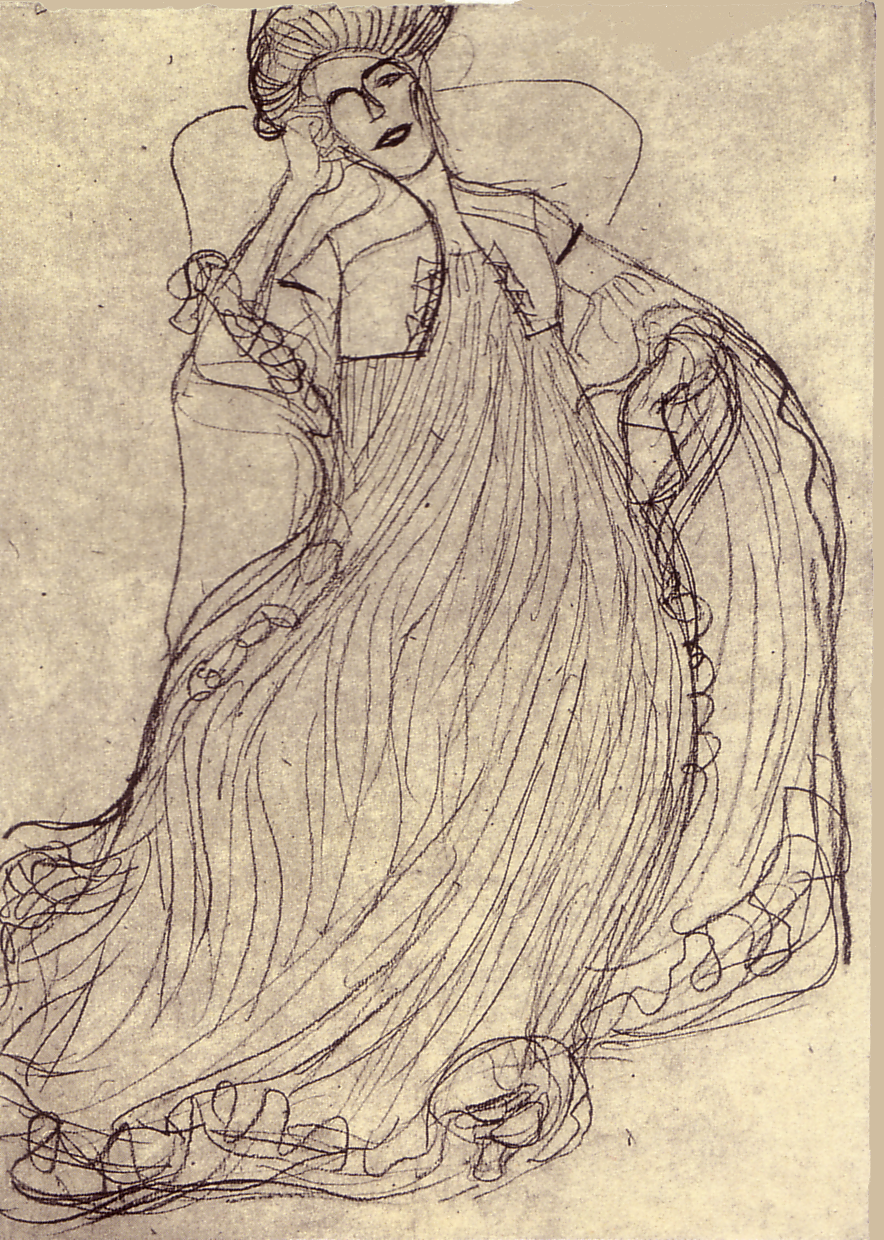
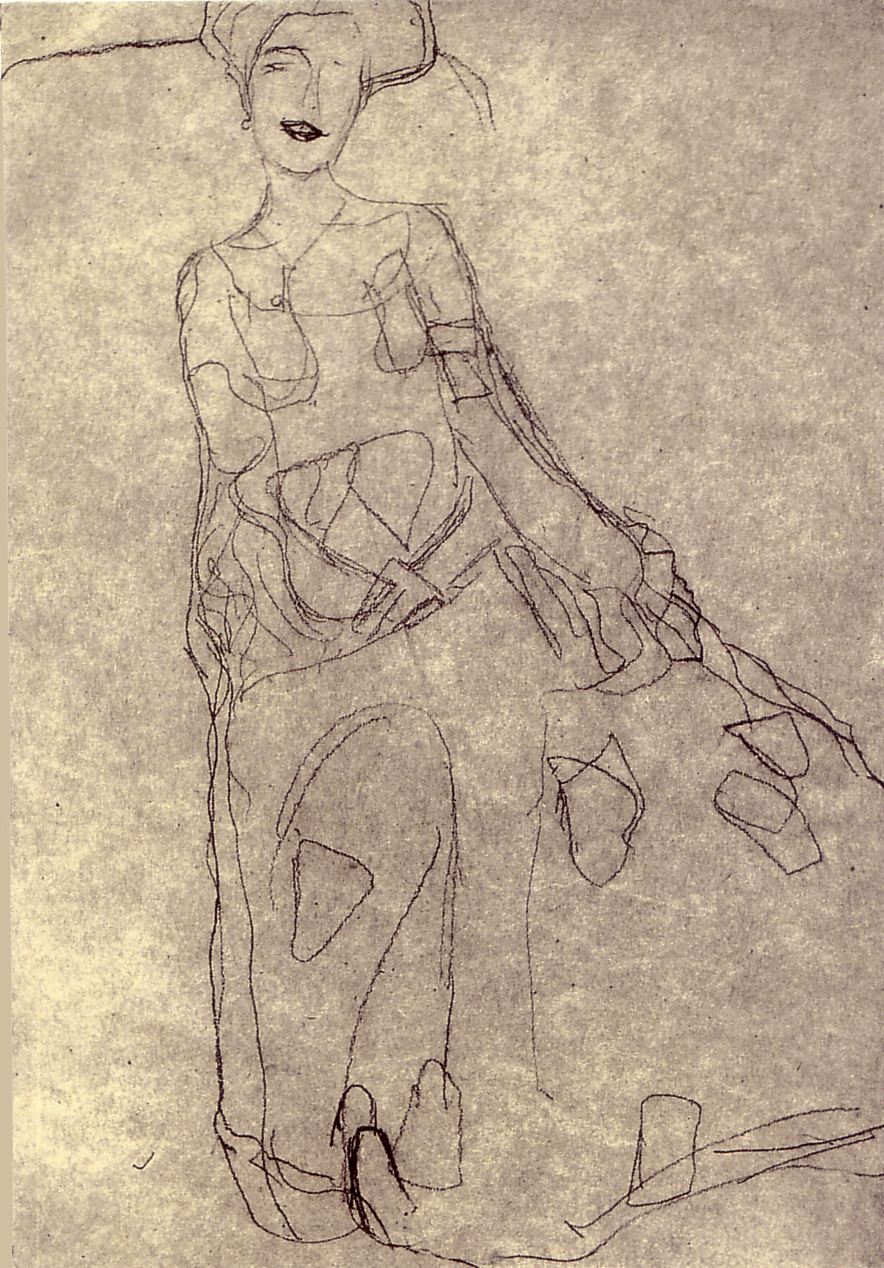

Примечательно, что основная идея картины существовала уже на этом раннем этапе. Спорными оставались лишь точная позиция модели, прежде всего, положение рук и головы.

## Техника и стиль

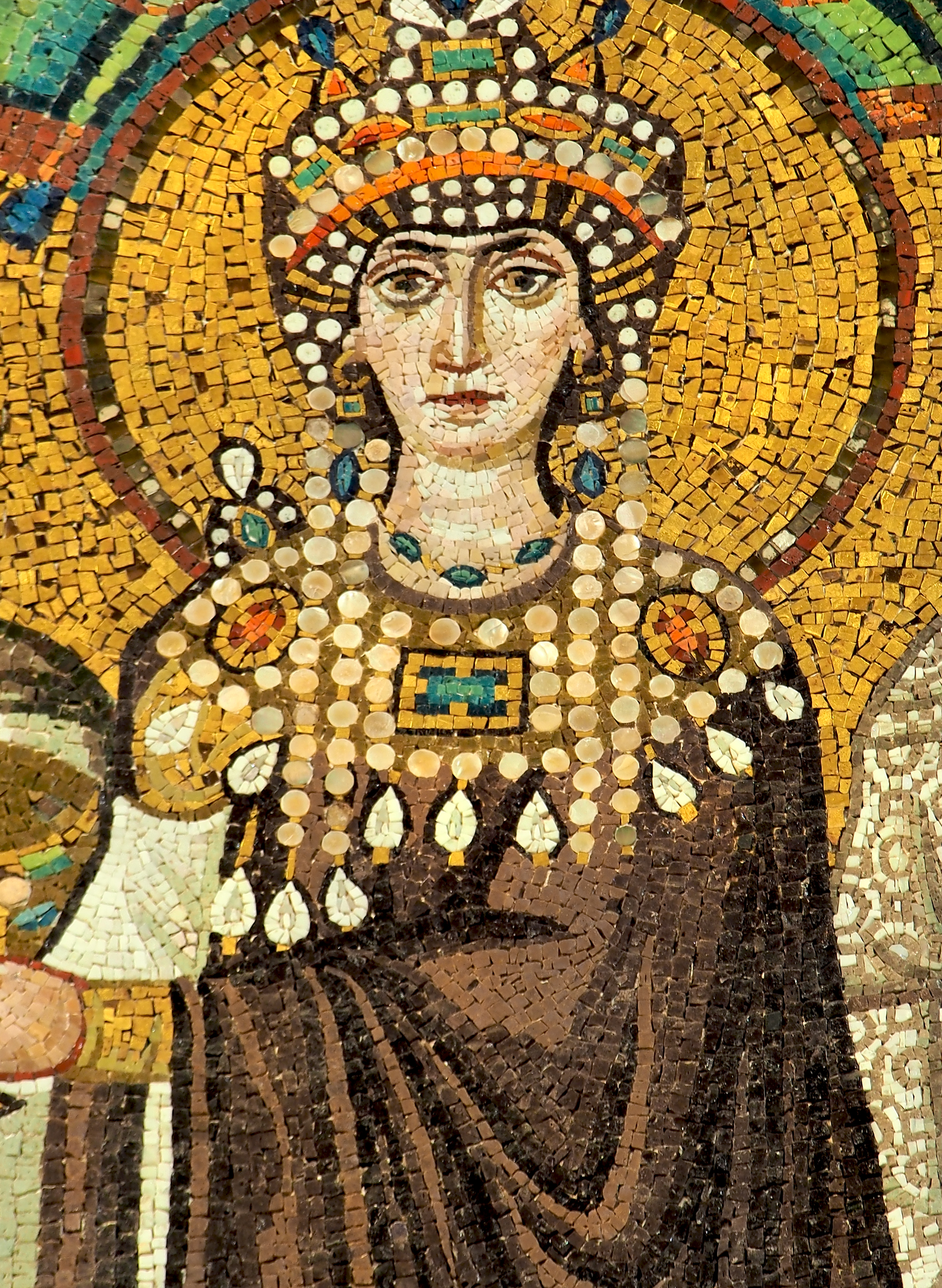
Императрица Феодора. Фрагмент мозаики в базилике Сан-Витале, Равенна, VI век

Портрет Адели Блох-Бауэр относится к «золотому периоду» творчества Климта. В 1903 году во время поездки по Италии художника вдохновили богато украшенные золотом церковные мозаики в Равенне и Венеции, древний язык которых он перенёс в современные формы изобразительного искусства. Он экспериментировал с различными техниками живописи для того, чтобы придать поверхности своих работ новый облик. В дополнение к масляной живописи он использовал технику рельефа и позолоту.
Натуралистично изображены только лицо, плечи и руки. Интерьер вместе с развевающимся платьем и мебель лишь обозначены, переходя в орнамент, становится абстрактным и не даёт никакой пространственной ориентации, что отвечает колористической гамме и формам, используемым Климтом в 1898—1900 годах. По характеристике Александра Гениса, эта «декадентская икона» изображает

утонченную до болезненности деву с прозрачным лицом и изломанными руками. Климт видел в ней новую Венеру, а вышла старая Европа, умирающая от пресыщенности. Не зря её худое тело укутывает шлейф прежних увлечений, убранный символами полузабытых вер и царств, — Крит, Египет, Византия, Габсбурги…
Климт восхищался византийским, минойским, микенским и египетским искусством, а также средневековой религиозной живописью Италии. Кроме того, в формах полотна отражается влияние модного в то время в Европе японского искусства гравюры Укиё-э и живописи эпохи Эдо. Не в последнюю очередь ощущаются и характерные черты французского импрессионизма, который был известен в Австрии во многом благодаря Венскому сецессиону — группе художников, к которой до 1905 года принадлежал и сам Климт.

## История полотна

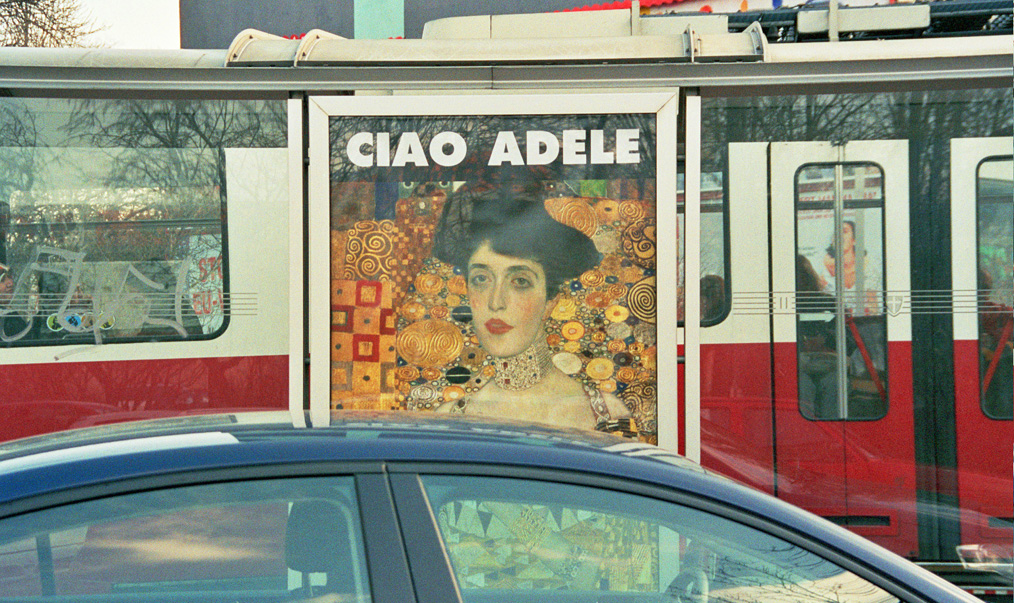
Чао, Адель. Вена, февраль 2006

Готовый «Портрет Адели Блох-Бауэр I» в 1907 году был сразу выставлен в ателье художника в Вене и в этом же году появился в журнале «Немецкое искусство и декорация», а потом и на международной художественной выставке в Манхайме. В 1910 году портрет находился в зале Климта в рамках IX международной экспозиции в Венеции. До 1918 года портрет не выставлялся и находился в распоряжении Фердинанда и Адели Блох-Бауэр. С 1918 по 1921 годы находился в австрийской государственной галерее.
Адель Блох-Бауэр умерла 24 января 1925 года, оставив завещание, в котором просила своего мужа после его смерти передать два её портрета и четыре пейзажа кисти Густава Климта австрийской государственной галерее. При оглашении завещания её муж согласился выполнить волю покойной. Один из пейзажей — «Замок Каммер на Аттерзе III» он подарил в 1936 году Австрийской галерее Бельведер. «Портрет Адели Блох-Бауэр I» в 1937 году участвовал в выставке австрийского искусства в Париже и Берне.
Когда после аншлюса 12—13 марта 1938 года Австрия стала частью Третьего рейха, Фердинанд Блох-Бауэр бежал сначала в Чехословакию, а потом в Швейцарию. Картины вместе с большей частью его состояния остались в Австрии. В летней резиденции Фердинанда Блох-Бауэра после аннексии Чехословакии жил Райнхард Гейдрих. Фердинанд Блох-Бауэр умер 13 ноября 1945 года в Цюрихе. Перед смертью он отменил в своём завещании дарение картин австрийским музеям.
Его состояние и собрание живописи было экспроприировано нацистами. В 1941 году австрийская галерея выкупила полотна Климта «Портрет Адели Блох-Бауэр I» и «Яблоня I». Поскольку у семьи Блох-Бауэр не было детей, то своими наследниками Фердинанд Блох-Бауэр назначил детей своего брата — Марию Альтман, Луизу Гутманн и Роберта Бентли. Незадолго до своей смерти он нанял венского адвоката Ринеша для защиты интересов наследников.
В 1998 году Австрия приняла Закон о реституции предметов искусства, который позволял любому гражданину запросить в музеях информацию о том, каким путём произведения искусства попали в их фонды (см. Реституция после Второй мировой войны частным лицам). Один из журналистов, изучавших музейные архивы, информировал Марию Альтман об обстоятельствах приобретения картин Климта австрийским государственным музеем. В 2005 г. после судебного процесса «Мария Альтман против Австрийской республики» картины были переданы законным владельцам. Эти события легли в основу фильма 2015 года «Женщина в золоте», в котором главную героиню Марию Альтман сыграли две актрисы — Хелен Миррен и Татьяна Маслани (Мария в молодости).
После того как Австрия отказалась от права преимущественной покупки картин, пять картин Климта — «Портрет Адели Блох-Бауэр I», «Портрет Адели Блох-Бауэр II», «Березовая роща», «Яблоня I» и «Дома в Унтерахе близ Аттерзее», оцениваемые в 300 млн долларов, 14 февраля 2006 г. были привезены в Лос-Анджелес, где Мария Альтман жила с 1942 года. 19 июня в газетах появилось сообщение о том, что Рональд Лаудер приобрел «Портрет Адели Блох-Бауэр I» за 135 млн долларов. Портрет с тех пор находится в основанной Лаудером Новой галерее в Нью-Йорке.